# Interior (Omã)
Província Interior (em árabe: محافظة الداخلية; romaniz.: Muḥāfaẓat ad-Dāḫilīyah) é uma das 11 províncias constitutivas do Sultanato do Omã. Segundo censo de 2010, havia 326 651 habitantes. Compreende uma área de 31 805 quilômetros quadrados e está subdividida em oito vilaietes (distritos).

## Vilaietes
| Nome árabe | Nome português | Área (km2) | População | Ref.  |
| ---------- | -------------- | ---------- | --------- | ----- |
| ادم        | Adão           | 20 915     | 27 312    | [ 1 ] |
| الحمراء    | Alhamera       | 598        | 19 509    | [ 1 ] |
| بهلاء      | Bala           | 4 489      | 58 234    | [ 1 ] |
| بدبد       | Bidebide       | 643        | 24 705    | [ 1 ] |
| بدبد       | Izqui          | 1 547      | 41 402    | [ 1 ] |
| منح        | Mana           | 470        | 15 056    | [ 1 ] |
| نزوى       | Nizua          | 1 452      | 84 528    | [ 1 ] |
| سمائل      | Samail         | 1 691      | 55 896    | [ 1 ] |